# Gourdon (Alpes-Maritimes)
Gourdon ist eine Gemeinde mit 365 Einwohnern (Stand 1. Januar 2022) in der südfranzösischen Region Provence-Alpes-Côte d’Azur im Département Alpes-Maritimes (06). Sie ist als eines der Plus beaux villages de France (schönste Dörfer Frankreichs) klassifiziert. Gourdon gehört zum Gemeindeverband Sophia Antipolis.

## Geografie
Im Hinterland von Nizza thront Gourdon in einer Höhe von 760 m aufgepfropft auf einem Felsen und überragt das Tal des Loup. Wegen dieser außergewöhnlichen Lage erhielt das Dorf auch den Übernamen Nid d’Aigle („Adlerhorst“).
Von Gourdon aus hat man einen sehr guten Blick über die Mittelmeerküste von Nizza über Antibes, Cap d’Antibes, Cannes und die Îles de Lérins bis zum Massif de l’Esterel. Die Gemeinde liegt im Regionalen Naturpark Préalpes d’Azur.

## Bevölkerungsentwicklung
| Jahr                       | 1962 | 1968 | 1975 | 1982 | 1990 | 1999 | 2006 | 2016 |
| Einwohner                  | 216  | 242  | 254  | 231  | 294  | 379  | 437  | 387  |
| Quellen: Cassini und INSEE |      |      |      |      |      |      |      |      |

## Sehenswürdigkeiten

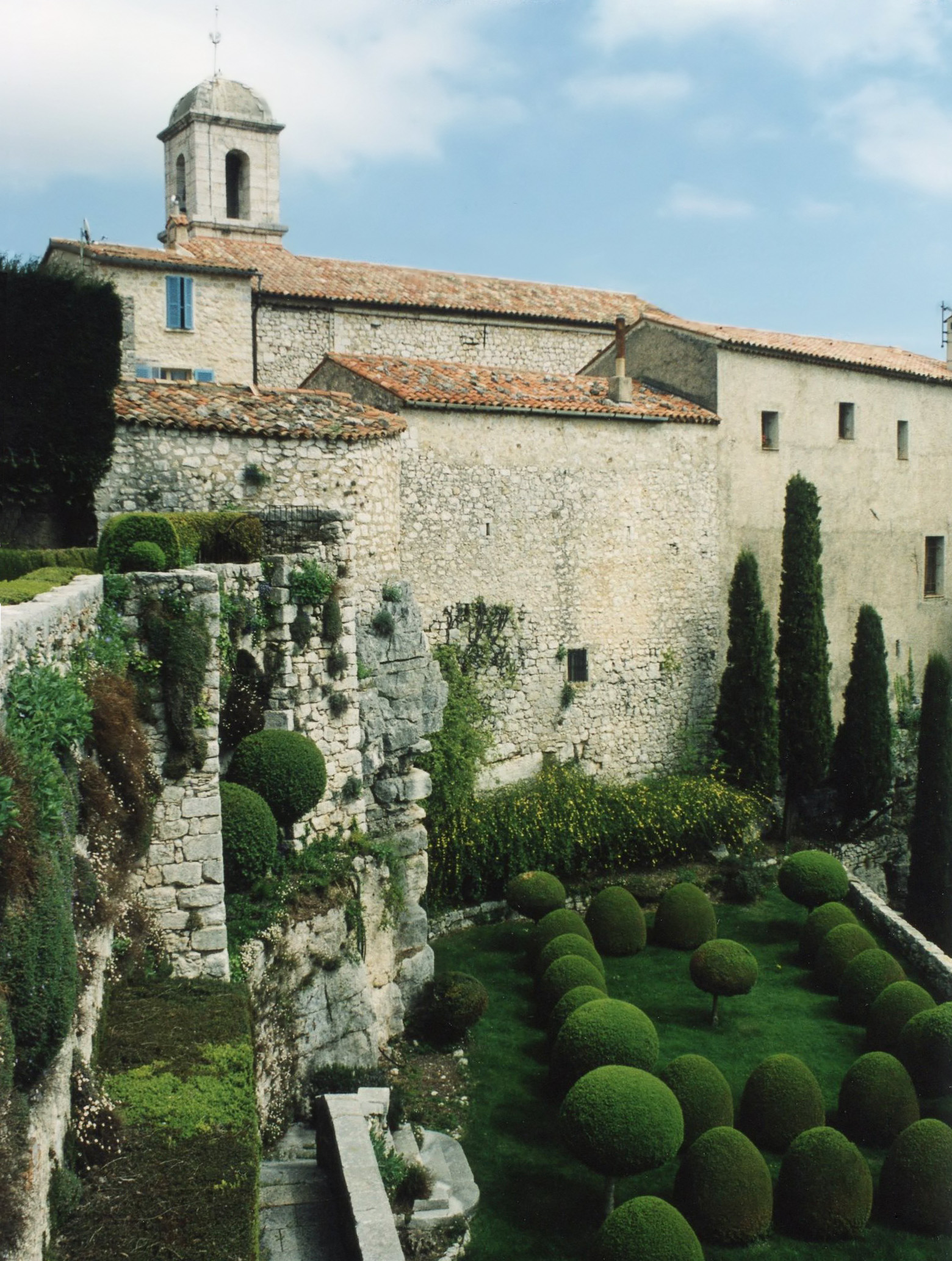
Schloss mit Parkanlage

- Der Ort ist weitgehend in seinem ursprünglichen Zustand erhalten geblieben und gibt auf Grund seiner strategischen Lage ein gutes Beispiel für ein wehrhaftes Dorf zur Feudalzeit ab.
- Das Schloss Château de Gourdon aus dem 13. Jahrhundert wurde im 17. Jahrhundert umgebaut und erweitert. Seit 1950 ist es öffentlich zugänglich und seit 1971 als historisches Baudenkmal klassifiziert. Das Schloss wurde 1972 vom Unternehmer Laurent Negro gekauft, blieb jedoch weiterhin der Öffentlichkeit zugänglich. Heute beherbergt es ein Museum für Art déco, antike Waffen sowie Gemälde aus dem 16. und 17. Jahrhundert. Zum Schloss gehört auch eine terrassenförmig angelegte Parkanlage, die von André Le Nôtre entworfen wurde. Das Schloss, der Garten und die Ausstellungsstücke sind Besitz des gleichnamigen Sohns von Laurent Negro, der sich als Kunstsammler Reputation erworben hat.[2]